# 笹原りむ
笹原 りむ（ささはら りむ、1990年4月30日 - ）は、日本の元AV女優、元着エロアイドル。
千葉県出身、New Actor eXperience所属。

## 略歴・人物
2013年6月、アダルトビデオメーカー・エスワンの専属女優としてデビューしたロリ系のAV女優。
AVデビュー前は、着エロアイドルとして活動。多数のイメージDVDに出演している。
趣味は料理、特技は中国語。

## 作品

### アダルトDVD
※メーカーは全て「エスワン」
- 新人 NO.1 STYLE 着エロアイドルAVデビュー（2013年6月7日）
- 巨根ズボズボ（2013年7月7日）
- オール顔射、絶対お掃除!!（2013年8月7日）
- 笹原りむ、イキます。（2013年9月7日）
- 犯された剣道部女子 －徹底精神凌辱180分－（2013年10月7日）
- 夫の目の前で犯された幼妻（2013年11月7日）
- 制服少女 おしえごと背徳淫行（2013年12月7日）
- 恥じらいのお漏らし（2014年1月7日）
- 母に売られた娘（2014年2月7日）
- 笹原りむ エスワン8時間コンプリートBEST（2014年4月19日）※総集編

### イメージDVD
- 恍惚美女 〜Cutie&Honey〜（2010年6月25日、INTEC Inc）
- 快感ヌーディフロント（2010年8月22日、INTEC Inc）
- りむえっち（2010年10月24日、INTEC Inc）
- 極彩Film 愛と欲情の旅立ち（2010年12月23日、INTEC Inc）
- センチュリオン 笹原りむ（2011年2月10日、グラッツコーポレーション）
- ゲキ着!IDOL HEAVEN（2011年4月7日、グラマラスキャンディ）
- センチュリオン 笹原りむ 2（2011年6月9日、グラッツコーポレーション）
- Ten-nyo(天女) 笹原りむ（2011年8月19日、type-R）
- 【ロリエロ】つるつる美女×ギリギリ露出【美裸美裸】（2011年10月23日、INTEC Inc）
- pureまん（2011年12月23日、INTEC Inc）
- Ten-nyo(天女) 笹原りむ 2（2012年2月17日、type-R）
- pg（2012年6月25日、ターンテーブル）
- Ten-nyo(天女) 笹原りむ 3（2012年9月21日、type-R）
- ALL NUDE（2013年1月25日、Air control）

## テレビ
- 青春ポルノグラフィー #1（2012年4月、エンタ!371）